# Megachile aurivillii
Megachile aurivillii là một loài Hymenoptera trong họ Megachilidae. Loài này được Friese mô tả khoa học năm 1901.